# Rejon szowgienowski
Rejon szowgienowski (ros. Шовге́новский райо́н; adyg. Шэуджэн район) – rejon w południowo-zachodniej Rosji, wchodzący w skład Republiki Adygei. Stolicą rejonu jest Chakurinohabl (4,1 tys. mieszkańców).

## Położenie
Rejon szowgienowski położony jest w północnej części Adygei na lewym brzegu rzeki Łaba.
Zajmuje powierzchnię 521,4 km².

## Ludność
Rejon zamieszkany jest przez 15 900 osób wielu narodowości, głównie Adygejczyków i Rosjan. Struktura narodowościowa rejonu przedstawia się następująco:
- Adygejczycy – 62,9%
- Rosjanie – 32,6%
- Tatarzy – 1,1%
- Ukraińcy – 1,1%
- pozostali – 2,3%

Średnia gęstość zaludnienia w rejonie wynosi 30,5 os./km².

## Podział administracyjny
Rejon podzielony jest na 6 wiejskich osiedli:
| Nazwa osiedla wiejskiego                                   | Ośrodki administracyjne        |
| ---------------------------------------------------------- | ------------------------------ |
| Dżerokajskoje (Джерокайское сельское поселение)            | Dżerokaj (Джерокай)            |
| Dukmasowskoje (Дукмасовское сельское поселение)            | Dukmasow (Дукмасов)            |
| Zarewskoje (Заревское сельское поселение)                  | Zarewo (Зарево)                |
| Mamchegskoje (Мамхегское сельское поселение)               | Mamcheg (Мамхег)               |
| Chakurinochablskoje (Хакуринохабльское сельское поселение) | Chakurinochabl (Хакуринохабль) |
| Chatażukajskoje (Хатажукайское сельское поселение)         | Psziczo ( Пшичо)               |